# Banatjärnen
Banatjärnen är en sjö i Åsele kommun i Lappland och ingår i Lögdeälvens huvudavrinningsområde. Sjön har en area på 0,0451 kvadratkilometer och ligger 306,1 meter över havet. Banatjärnen ligger i Lögdeälven Natura 2000-område.

## Delavrinningsområde
Banatjärnen ingår i det delavrinningsområde (711503-162962) som SMHI kallar för Utloppet av Lögdasjön. Medelhöjden är 311 meter över havet och ytan är 59,81 kvadratkilometer. Räknas de 84 avrinningsområdena uppströms in blir den ackumulerade arean 796,79 kvadratkilometer. Avrinningsområdets utflöde Lögdeälven (Lögdån) mynnar i havet. Avrinningsområdet består mestadels av skog (63 procent). Avrinningsområdet har 13,08 kvadratkilometer vattenytor vilket ger det en sjöprocent på 21,8 procent.